# Шабло Євгеній Олександрович
Євге́ній Олекса́ндрович Шабло — капітан Збройних сил України, учасник російсько-української війни. Герой України (2025).

## Життєпис
Народився 1996 року на Сумщині. До повномасштабної війни жив та працював у Сумах. З початком повномасштабного вторгнення проходить військову службу у 36-й окремій бригаді морської піхоти на посаді командира роти протитанкових ракетних комплексів. На Запоріжжі, за допомогою ПТРК «Javelin», йому вдалося збити гелікоптер Ка-52. На Херсонщині знищив танк, дві БМП та чотири автівки противника. Також брав участь у боях за Вовчанськ на Харківщині. З жовтня 2024 року бере участь у боях на Курському напрямку. У березні 2025 року організував відхід особового складу та озброєння з міста Суджа, яке було під загрозою оточення.

## Нагороди
- Звання Герой України з врученням ордена «Золота Зірка» (22 травня 2025) — за особисту мужність і героїзм, виявлені у захисті державного суверенітету та територіальної цілісності України, самовіддане служіння Українському народові[3].
- Орден Богдана Хмельницького III ступеня (18 листопада 2024) — за особисту мужність, виявлену у захисті державного суверенітету та територіальної цілісності України, самовіддане виконання військового обов'язку[4].